# Boechera laevigata
Boechera laevigata är en korsblommig växtart som först beskrevs av Henry Ernest Muhlenberg och Carl Ludwig von Willdenow, och fick sitt nu gällande namn av Al-shehbaz. Boechera laevigata ingår i släktet indiantravar, och familjen korsblommiga växter. Inga underarter finns listade i Catalogue of Life.

## Bildgalleri

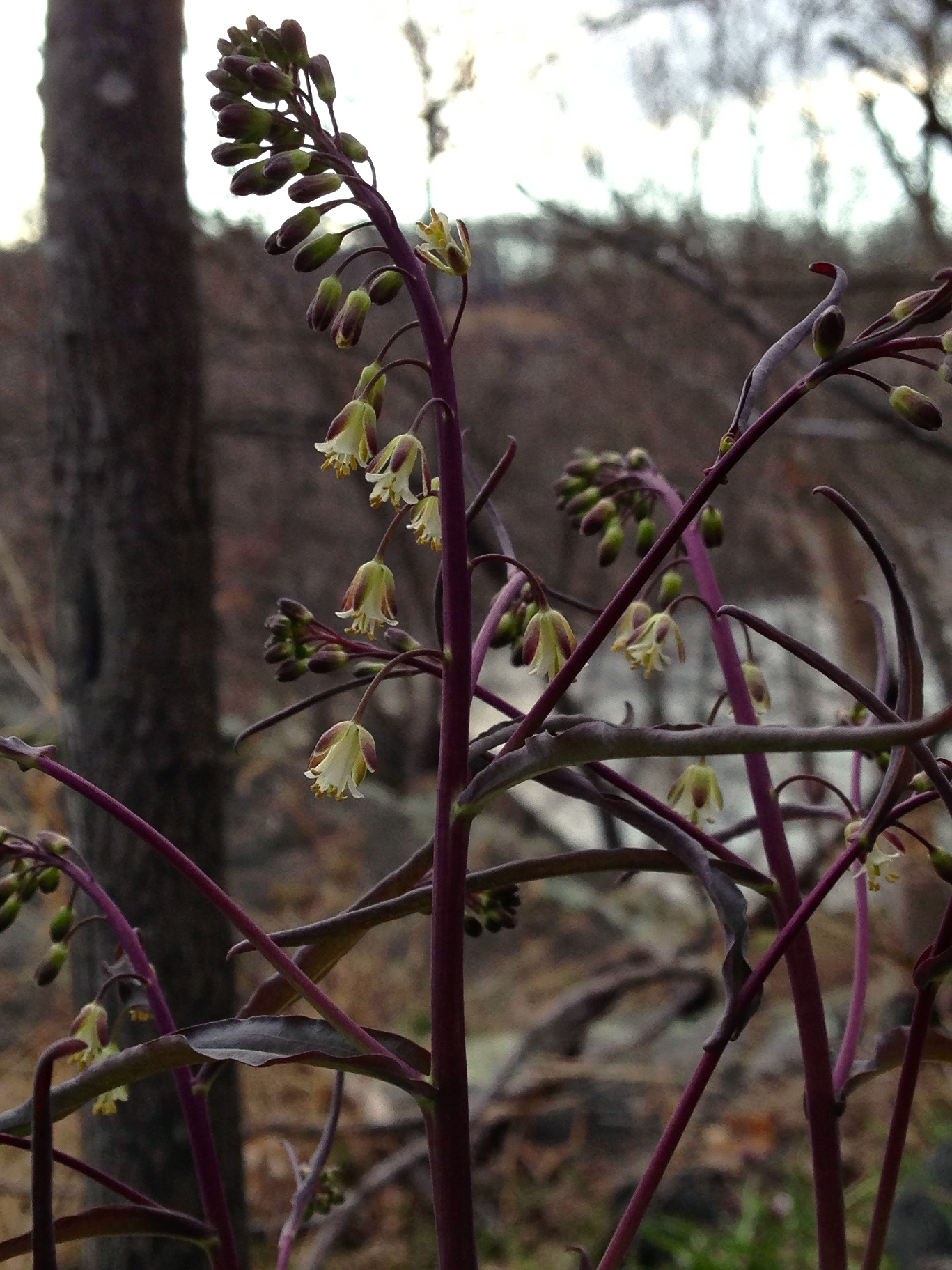
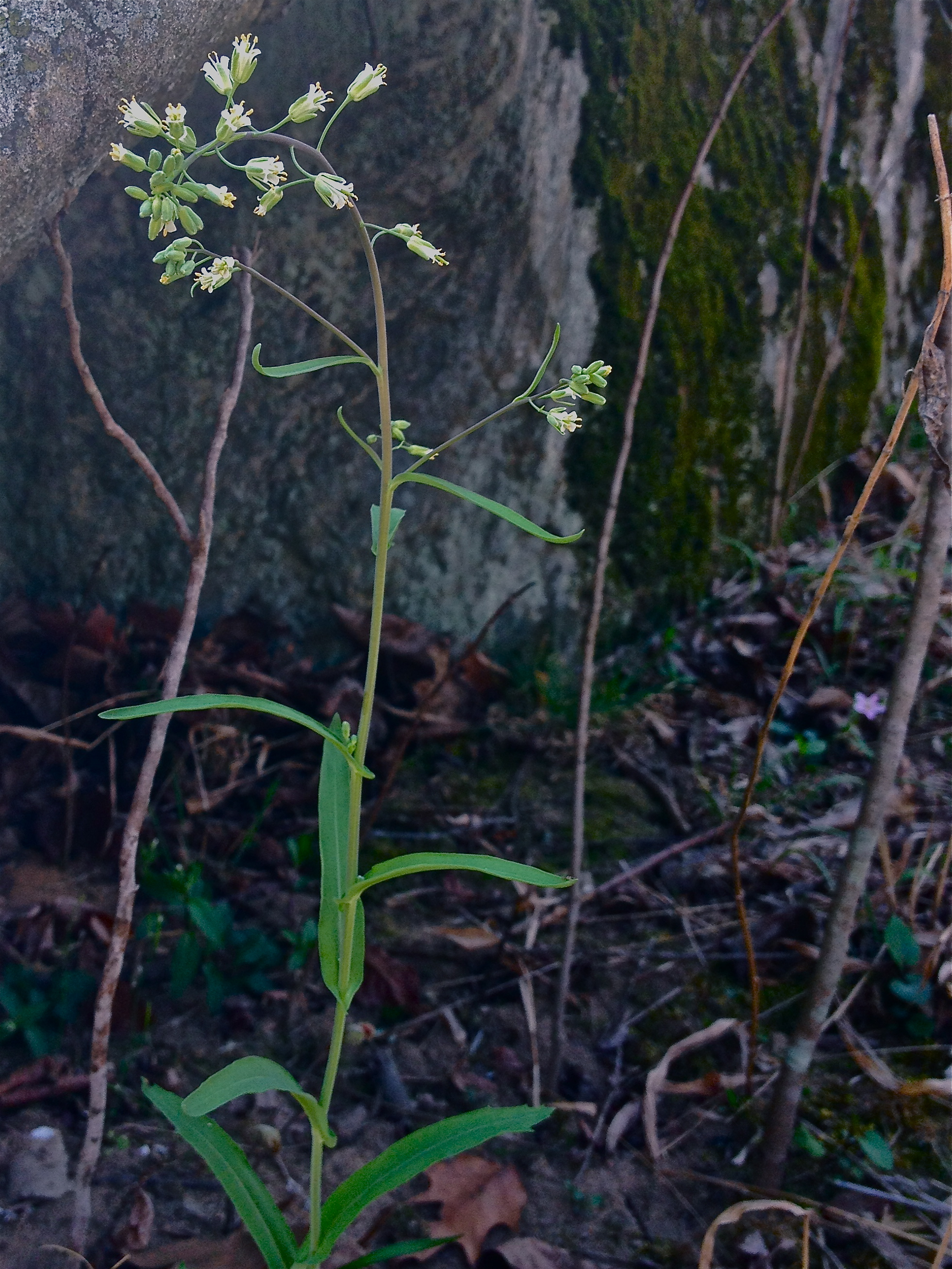